# Trox kyotensis
Trox kyotensis is een keversoort uit de familie beenderknagers (Trogidae). De wetenschappelijke naam van de soort is voor het eerst geldig gepubliceerd in 2000 door Ochi & Kawahara.